# Grazzano Badoglio
Grazzano Badoglio, fins al 1939 Grazzano Monferrato, (Grassan en piemontès) és un municipi situat al territori de la província d'Asti, a la regió del Piemont (Itàlia).
Limita amb els municipis de Casorzo, Grana, Moncalvo, Ottiglio i Penango.

## Galeria fotogràfica

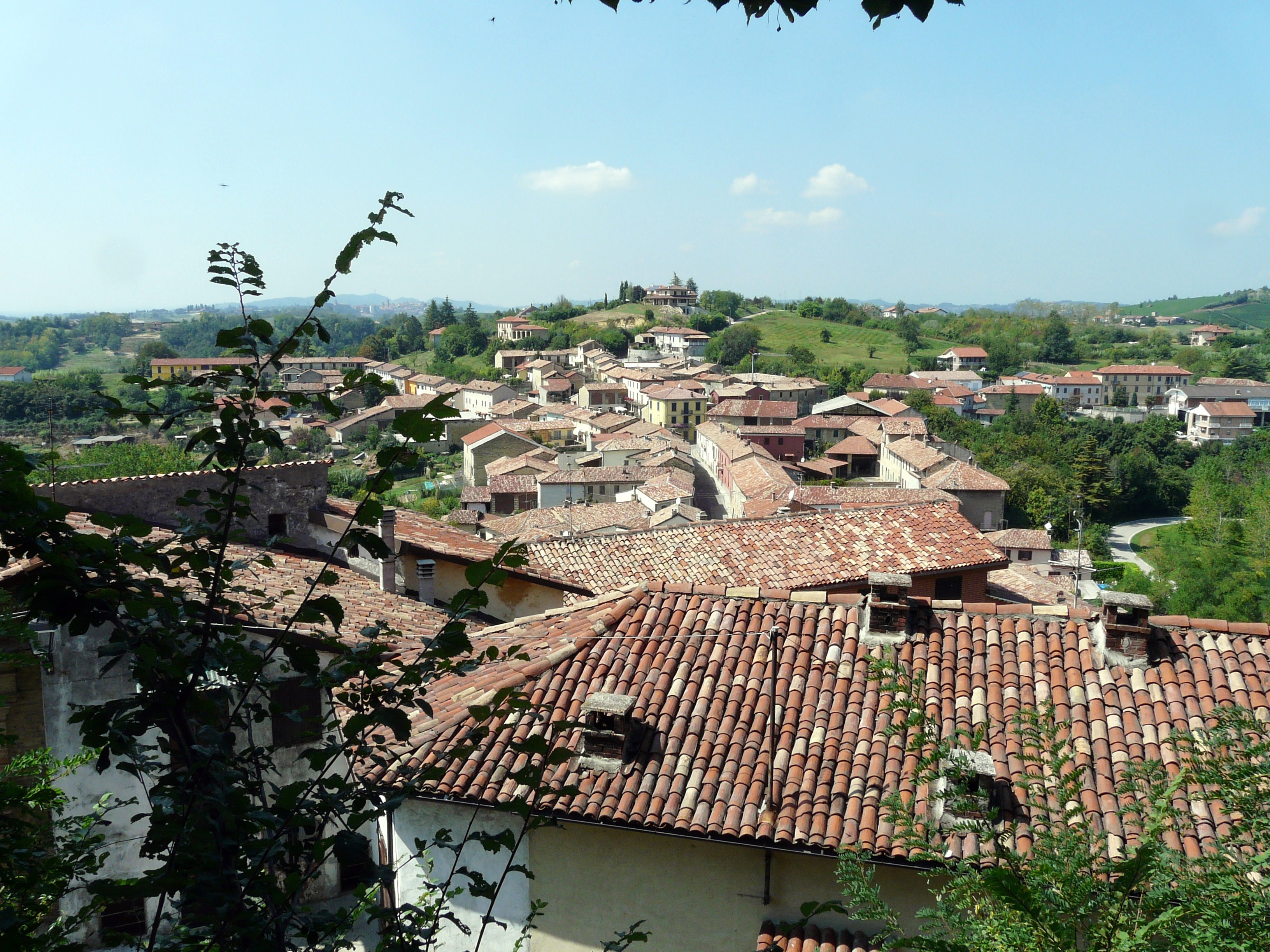
Vista del poble
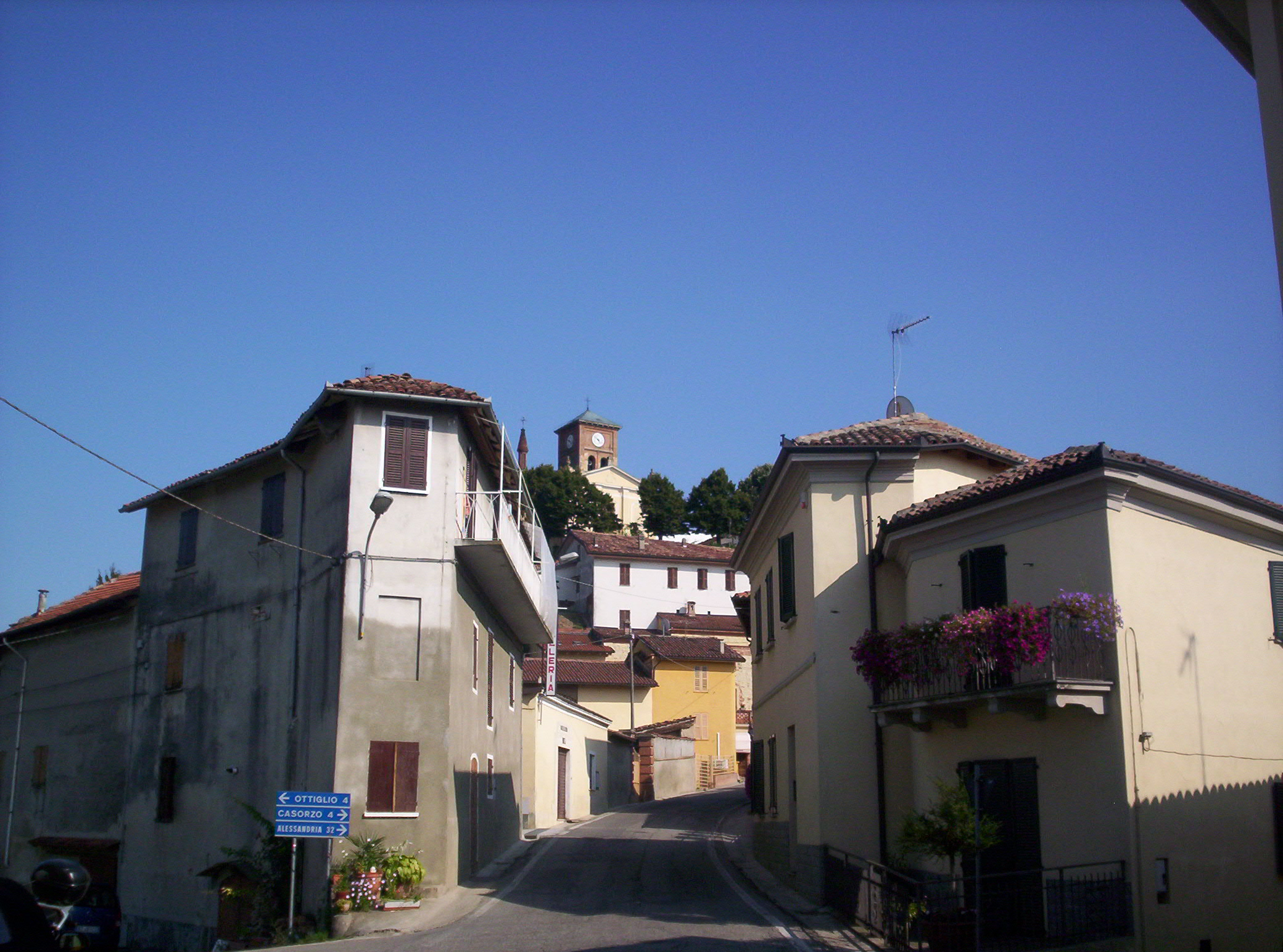
Accés del poble arribant de Moncalvo
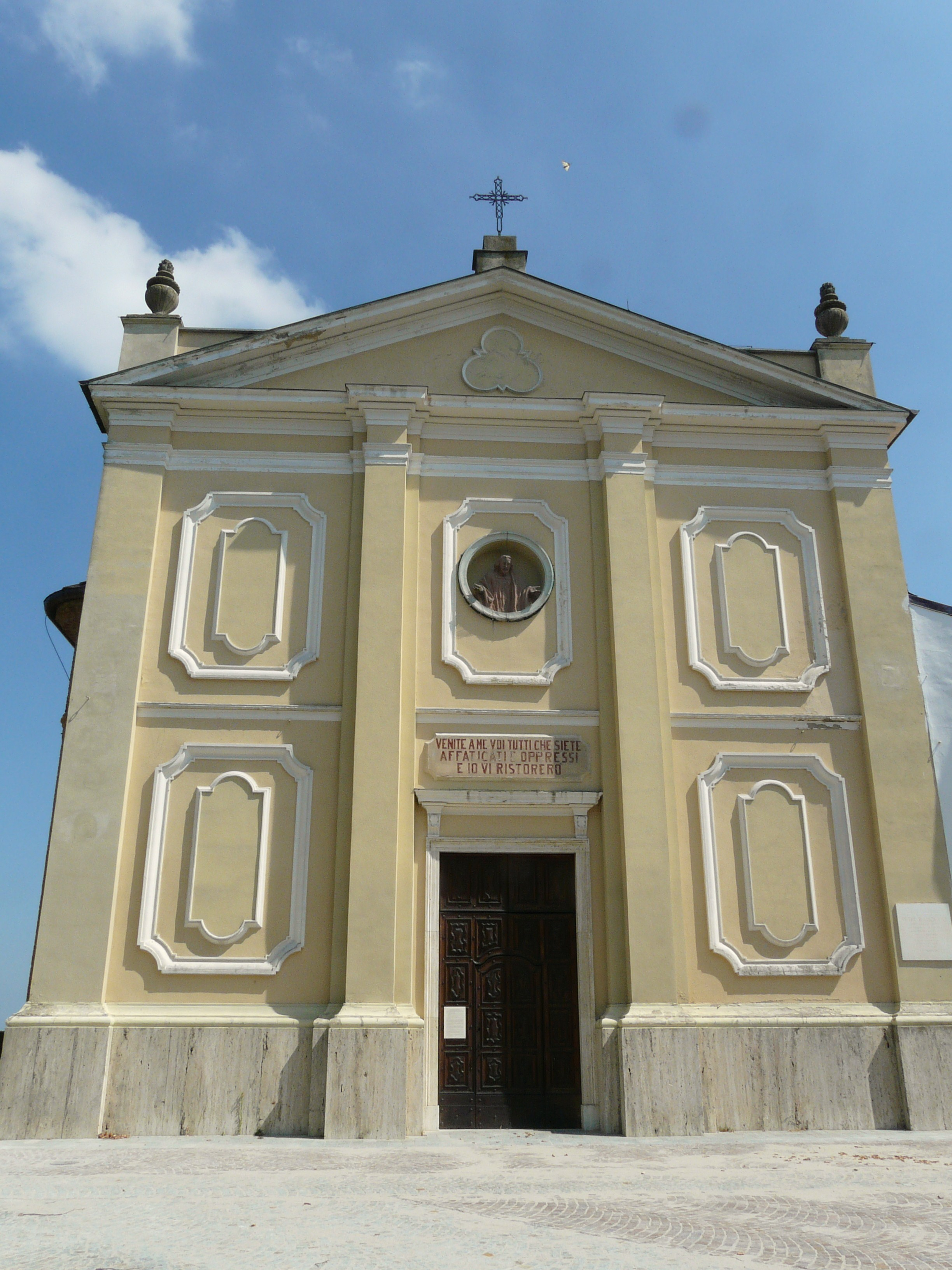
Església de Sant Víctor i Corona
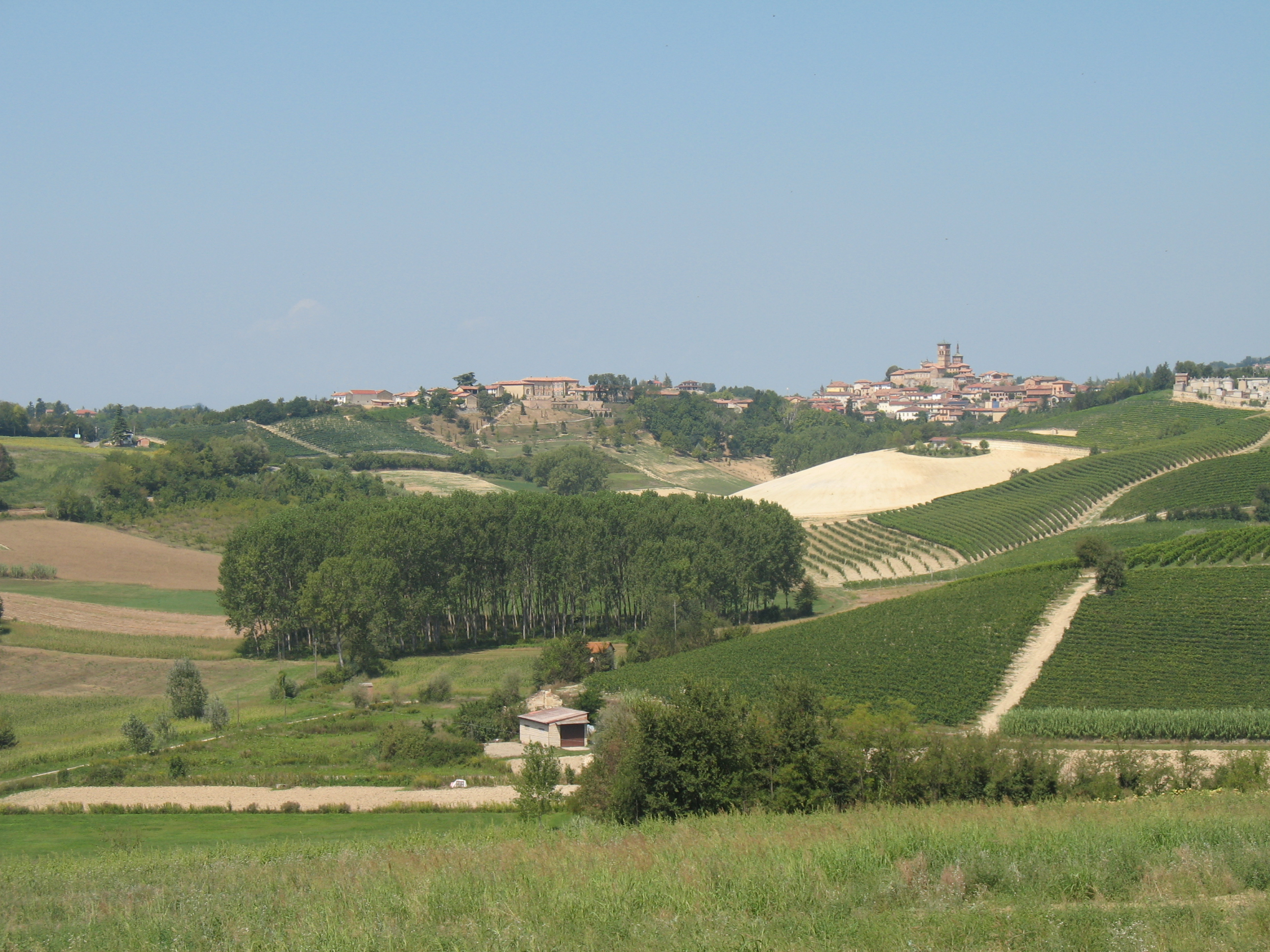
Panorama de Grazzano Badoglio vista des del Monferrato